# Bernardin Modrić
Bernardin Modrić (Ogulin, 18. travnja 1954. – Rijeka, 18. studenoga 2021.) bio je hrvatski filmski redatelj i producent.

## Životopis
Rođen je u Ogulinu. Filmom se profesionalno počeo baviti 1980. godine. Snimio je stotinjak kratkih igranih i dokumentarnih filmova koji su prikazivani i nagrađivani u Hrvatskoj i inozemstvu. Suosnivač je i direktor Istra filma, umjetničke udruge filmskih djelatnika iz Rijeke i Zagreba, koja djeluje od 1987. godine. Bio je član Zajednice hrvatskih umjetnika, Društva hrvatskih filmskih djelatnika i Hrvatske udruge producenata. U Rijeci je 2017. godine pokrenuo međunarodni festival dokumentarnih filmova s povijesnim temama History Film Festival. Bio je i selektor i direktor Festivala hrvatskog katoličkog filma Trsat.

## Filmografija
Nepotpun popis
- Podhum, 12, VII. 1942. (1980.), igrano-dokumentarni film (11’)
- Legenda o bijeloj smrti (1983.), kratki igrani film (12’)
- Janko Polić Kamov ili vitez crne psovke (2000.), dokumentarni film (40’)
- Eufrazijeva bazilika u Poreču (2001.), dokumentarni film (16’)
- Romolo Venucci (2001.), dokumentarni film (26’)
- Šimun Kožičić Benja (2002.), dokumentarni film (28’)
- Evanđelje po Kloviću (2004.), dokumentarni film (13’)
- Čovjek od kamena - Ivan Mažuranić (2005.), igrano-dokumentarni film (51’)
- Ritam rock plemena (2005.), dugometražni dokumentarni film (86’)
- Serafin Schön (2005.), dokumentarni film (26’)
- Prvi torpedo (2006.)
- Svetište Gospe Trsatske (2007.), dokumentarni film (15’)
- Boje Novog Vinodolskog (2008.), turistički film (7’)
- Riječka majka - Marija Krucifiksa Kozulić (2008.), dokumentarni film (30’)
- Posjet čovječuljka (2009.)
- Frano Supilo – povijest jedne iluzije (2009.)
- Smrt u "Vulkanu" (2013.)
- Vojotove štorije (2013.)
- Bordo - vječna stripovska mladost (2013.), srednjometražni dokumentarni film (55’)
- Moja Europa (2014.)
- Opčinjen prostorom (2015.)
- Az, Branko pridivkom Fučić (2016.)
- Ugriz risa (2017.), dokumentarni film (45')
- Kula smrti (2019.), srednjometražni dokumentarni film (41')
- Dugosvirajući rock (2020.)
- Rock Bozon (2021.)

## Vanjske poveznice
Mrežna mjesta
- Bernardin Modrić, na stranicama Hrvatskog audiovizualnog centra
- Bernardin Modrić, u katalogu Gradske knjižnice Rijeka